# Lhota u Lysic
Lhota u Lysic (deutsch Lhottka) ist eine Gemeinde in Tschechien. Sie befindet sich zwölf Kilometer westlich von Boskovice und gehört zum Okres Blansko.

## Geographie
Lhota befindet sich am Fuße des Stráž (Nliwaberg; 587 m) im östlichen Teil der Böhmisch-Mährischen Höhe. Südlich liegt das Tal des Lysický potok.
Nachbarorte sind Kunice im Norden, Zbraslavec im Nordosten, Záoboří und Drnovice im Osten, Lysice und Štěchov im Südosten, Kunčina Ves und Bedřichov im Südwesten, Brumov im Westen sowie Černovice im Nordwesten.

## Geschichte
Das Dorf war eines der zahlreichen nach dem Lhotensystem gegründeten Dörfer, deren Siedler für einen bestimmten Zeitraum von den Abgaben und Diensten an die Obrigkeiten befreit waren. Die erste urkundliche Erwähnung des Ortes stammt aus dem Jahre 1351, als Heralt von Kunstadt ihn an Sudek von Veselí überließ. Dieser verkaufte das Dorf zusammen mit Kunice im selben Jahre an Kuno von Kunstadt auf Lysice für dessen fünf Söhne.
Lhota entstand aus eingeschossigen gezimmerten Holzhäusern, die mit der Giebelseite um einen großen Dorfplatz gruppiert waren. Dieser Dorfplatz wurde später auch bebaut.

## Sehenswürdigkeiten
- Reste der Burg Rychvald, südöstlich des Dorfes über dem Tal des Lysický potok